# Sông Naf

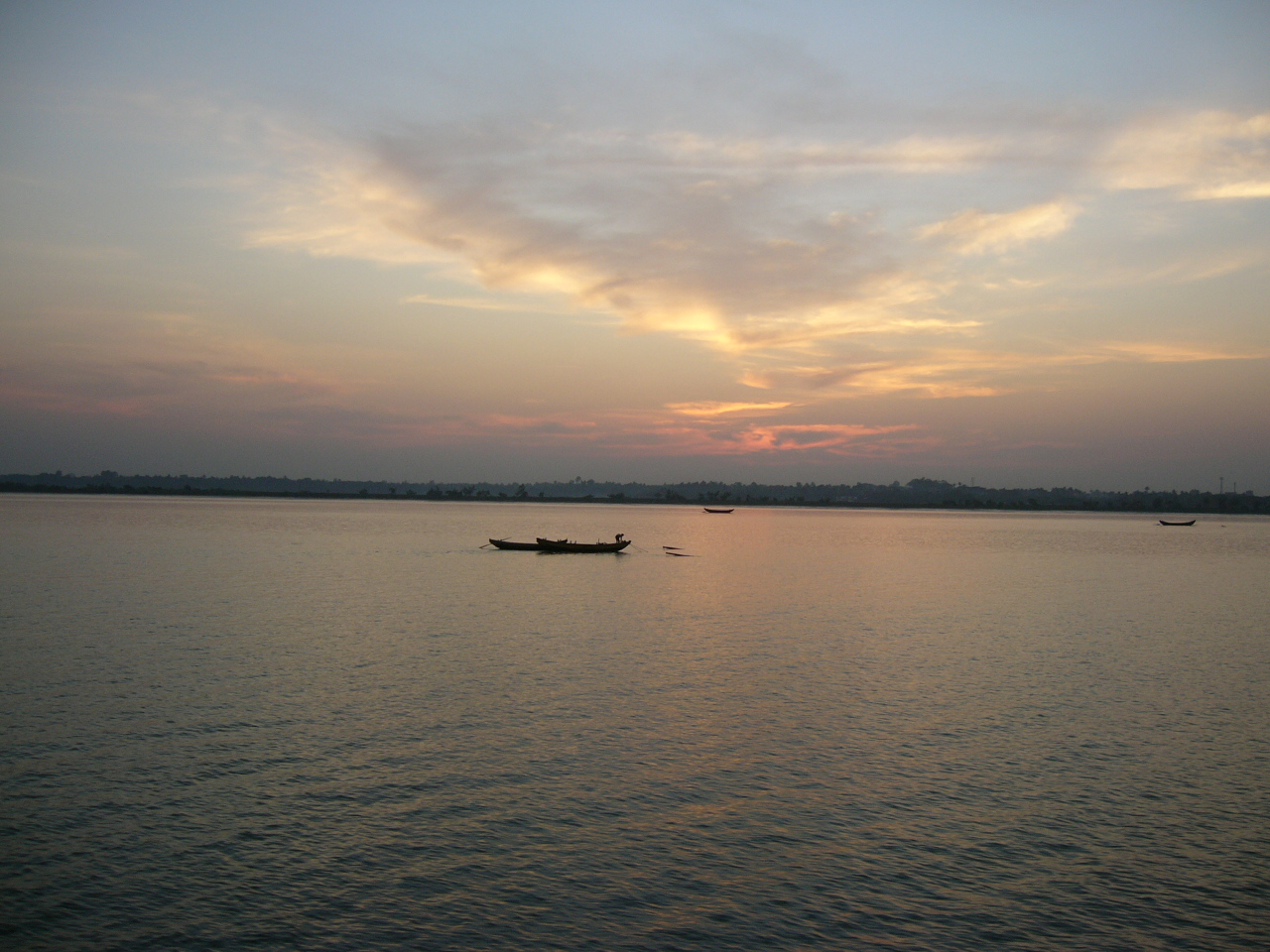
Sông Naf

Sông Naf (tiếng Myanmar: နတ်မြစ်; tiếng Bengal: নাফ নদী) là con sông nằm giữa huyện Cox's Bazar của Bangladesh và bang Rakhine của Myanmar.
Sông Naf bắt nguồn từ dãy núi Arakan của Myanmar rồi đổ ra vịnh Bengal. Sông dài 62 km; chiều rộng thay đổi tuỳ nơi, khoảng từ 1,61 đến 3,22 km. Phần lớn phần hạ lưu của sông phân định nên biên giới Bangladesh-Myanmar. Sông Naf chịu ảnh hưởng của thủy triều.
Bangladesh và Myanmar tranh chấp một số quyền lợi liên quan đến dòng sông này. Myanmar từng có kế hoạch xây dựng một con đập tại đây, khiến Bangladesh phải triệu hồi đại sứ của Myanmar để thể hiện mối lo ngại vào đầu năm 2001. Sau đó binh lính hai quốc gia đã có cuộc chạm súng ngắn tại biên giới trên sông Naf.